# Samiilivka, Kuibîșeve
Samiilivka (în ucraineană Самійлівка) este un sat în comuna Smile din raionul Kuibîșeve, regiunea Zaporijjea, Ucraina.

## Demografie
Componența lingvistică a localității Samiilivka
     Ucraineană (89,08%)
     Rusă (9,24%)
     Belarusă (1,68%)
Conform recensământului din 2001, majoritatea populației localității Samiilivka era vorbitoare de ucraineană (89,08%), existând în minoritate și vorbitori de rusă (9,24%) și belarusă (1,68%).